# Lijst van Eerste Kamerleden voor het CDA
Een overzicht van alle (voormalige) Eerste Kamerleden voor het Christen-Democratisch Appèl (CDA).
| Eerste Kamerlid                        | Begindatum        | Einddatum         |
| -------------------------------------- | ----------------- | ----------------- |
| Jan Achterstraat                       | 16 september 1980 | 31 maart 1983     |
| Wil Albeda                             | 20 september 1977 | 18 december 1977  |
| Wil Albeda                             | 30 juni 1981      | 12 september 1983 |
| Frans Andriessen                       | 16 september 1980 | 6 januari 1981    |
| Joop Atsma                             | 9 juni 2015       | 12 juni 2023      |
| Joeke Baarda                           | 23 juni 1987      | 9 juni 2003       |
| Janny Bakker                           | 13 juni 2023      |                   |
| Rob van de Beeten                      | 4 september 2000  | 6 juni 2011       |
| Marie-Louise Bemelmans-Videc           | 8 juni 1999       | 6 juni 2011       |
| Geart Benedictus                       | 19 mei 2009       | 6 juni 2011       |
| Sophie van Bijsterveld                 | 12 juni 2007      | 10 juni 2019      |
| Peter Boorsma                          | 23 juni 1987      | 9 juni 2003       |
| Beatrice Bos-Beernink                  | 23 juni 1987      | 10 juni 1991      |
| Theo Bovens                            | 13 juni 2023      |                   |
| Gerrit Braks                           | 11 juni 1991      | 9 juni 2003       |
| Elco Brinkman                          | 7 juni 2011       | 10 juni 2019      |
| Nico Buijsert                          | 10 juni 1981      | 8 oktober 1988    |
| Piet Bukman                            | 10 juni 1981      | 13 juli 1986      |
| Jan Christiaanse                       | 18 september 1979 | 10 juni 1991      |
| Pierre Coenemans                       | 13 september 1983 | 12 juni 1995      |
| Lous Coppoolse                         | 16 januari 2007   | 11 juni 2007      |
| Louis van Dalen                        | 20 september 1977 | 22 juni 1987      |
| Thea van Dalen-Schiphorst              | 10 juni 2003      | 11 juni 2007      |
| Isaäc Arend Diepenhorst                | 20 september 1977 | 15 september 1980 |
| Isaäc Arend Diepenhorst                | 14 oktober 1980   | 9 juni 1981       |
| Kees van Dijk                          | 11 juni 1991      | 7 juni 1999       |
| Huub Doek                              | 10 juni 2003      | 6 juni 2011       |
| Alfons Dölle                           | 8 juni 1999       | 6 juni 2011       |
| Hugo Doornhof                          | 11 juni 2019      |                   |
| Ruud Eijsink                           | 20 september 1977 | 22 juni 1987      |
| Pieter Elfferich                       | 20 september 1977 | 16 september 1979 |
| Peter Essers                           | 10 juni 2003      | 9 juni 2015       |
| Peter Essers                           | 11 juni 2019      | 12 juni 2023      |
| Huib Eversdijk                         | 11 juni 1991      | 9 juni 2003       |
| Bert Fleers                            | 1 oktober 1987    | 12 juni 1995      |
| Anne Flierman                          | 16 juni 2009      | 10 juni 2019      |
| Hans Franken                           | 28 september 2004 | 8 juni 2015       |
| Jo Franssen                            | 20 september 1977 | 10 juni 1991      |
| Wilhelm Friedrich de Gaay Fortman      | 20 september 1977 | 9 juni 1981       |
| Jos van Gennip                         | 11 juni 1991      | 11 juni 2007      |
| Truus van Gijzen                       | 11 juni 1991      | 12 juni 1995      |
| Jaap Glasz                             | 23 juni 1987      | 7 juni 1999       |
| Aranka Goijert                         | 12 juni 2007      | 6 juni 2011       |
| Jacques Gooden                         | 20 september 1977 | 15 september 1980 |
| Jacques Gooden                         | 23 juni 1981      | 12 september 1983 |
| Jan de Graaf                           | 6 maart 2007      | 11 juni 2007      |
| Berthe Groensmit-van der Kallen        | 16 september 1980 | 22 juni 1987      |
| Toos Grol-Overling                     | 26 januari 1982   | 7 juni 1999       |
| Jan Heij                               | 20 september 1977 | 31 december 1978  |
| Jean Hendriks                          | 10 juni 1981      | 10 juni 1991      |
| Jan Hendriks                           | 16 juni 1998      | 7 juni 1999       |
| Jan Hendrikx                           | 12 juni 2007      | 6 juni 2011       |
| Hans Hillen                            | 12 juni 2007      | 13 oktober 2010   |
| Ernst Hirsch Ballin                    | 13 juni 1995      | 31 oktober 2000   |
| Wopke Hoekstra                         | 7 juni 2011       | 26 oktober 2017   |
| Henk Hofstede                          | 13 juni 1995      | 9 juni 2003       |
| Louis Horbach                          | 16 januari 1979   | 15 september 1980 |
| Henny Houben-Sipman                    | 23 juni 1987      | 31 oktober 1991   |
| Trees Huberts-Fokkelman                | 5 november 1991   | 12 juni 1995      |
| Jannie van den Hul-Omta                | 8 juni 1999       | 9 juni 2003       |
| Johan van Hulst                        | 20 september 1977 | 9 juni 1981       |
| Eric Janse de Jonge                    | 12 juni 2007      | 6 juni 2011       |
| Bert de Jong                           | 8 juni 1999       | 14 juli 2000      |
| Frans de Jong                          | 16 september 1980 | 10 juni 1991      |
| Ad Kaland                              | 20 september 1977 | 31 december 1993  |
| Niek Jan van Kesteren                  | 9 juni 2015       | 12 juni 2023      |
| Ko Kiers                               | 13 september 1983 | 22 juni 1987      |
| Hans Klein Breteler                    | 12 juni 2007      | 8 juni 2009       |
| Ab Klink                               | 10 juni 2003      | 21 februari 2007  |
| Ben Knapen                             | 9 juni 2015       | 23 september 2021 |
| Ben Knapen                             | 8 februari 2022   | 12 juni 2023      |
| Alis Koekkoek                          | 10 juni 2003      | 18 april 2005     |
| Virginie Korte-van Hemel               | 11 juni 1991      | 31 oktober 1992   |
| Amy Kreutzkamp-Schotel                 | 18 september 1979 | 15 september 1980 |
| Roelof Kruisinga                       | 10 juni 1981      | 12 september 1983 |
| Roelof Kruisinga                       | 20 september 1983 | 10 juni 1991      |
| Bert van Kuik                          | 20 september 1977 | 9 juni 1981       |
| Dick Kuiper                            | 13 september 1983 | 12 juni 1995      |
| Hannie van Leeuwen                     | 13 juni 1995      | 11 juni 2007      |
| Luck van Leeuwen                       | 23 juni 1987      | 7 juni 1999       |
| Wolter Lemstra                         | 8 juni 1999       | 11 juni 2007      |
| Henk Letschert                         | 20 september 1977 | 15 september 1980 |
| Karel Leunissen                        | 12 juni 2007      | 6 juni 2011       |
| Madeleen Leyten                        | 16 september 1980 | 30 september 1987 |
| René van der Linden                    | 8 juni 1999       | 9 juni 2015       |
| Tineke Lodders                         | 8 juni 1999       | 9 juni 2003       |
| Pia Lokin-Sassen                       | 7 juni 2011       | 9 juni 2015       |
| Pia Lokin-Sassen                       | 31 oktober 2017   | 10 juni 2019      |
| Minny Luimstra-Albeda                  | 17 november 1992  | 7 juni 1999       |
| Pieter Maris                           | 9 september 1986  | 10 juni 1991      |
| Maria Martens                          | 7 juni 2011       | 10 juni 2019      |
| Frits von Meijenfeldt                  | 24 januari 1978   | 22 juni 1987      |
| Gérard Mertens                         | 20 september 1977 | 31 december 1978  |
| Harm van der Meulen                    | 23 juni 1987      | 12 juni 1995      |
| Irene Michiels van Kessenich-Hoogendam | 23 juni 1987      | 7 juni 1999       |
| Gert-Jan van Muijen                    | 18 januari 1994   | 12 juni 1995      |
| Herma Nap-Borger                       | 10 juni 2003      | 11 juni 2007      |
| Wolter Netjes                          | 13 februari 1979  | 12 september 1983 |
| Ria Oomen                              | 9 juni 2015       | 12 juni 2023      |
| Ruud Oudenhoven                        | 20 september 1977 | 15 januari 1982   |
| Jan Pastoor                            | 8 juni 1999       | 11 juni 2007      |
| Jef Pleumeekers                        | 13 september 1983 | 22 juni 1987      |
| Andries Postma                         | 13 september 1983 | 7 juni 1999       |
| Greet Prins                            | 11 juni 2019      |                   |
| Henk Pröpper                           | 22 november 1988  | 31 december 1994  |
| Henk Pruiksma                          | 10 mei 2005       | 11 juni 2007      |
| Theo Rietkerk                          | 11 juni 2019      |                   |
| Marnix van Rij                         | 9 juni 2015       | 10 juni 2019      |
| Cornelis Johannes Rijnvos              | 10 juni 1981      | 12 september 1983 |
| Ton Rombouts                           | 9 juni 2015       | 12 juni 2023      |
| Evert Rongen                           | 11 juni 1991      | 7 juni 1999       |
| Willem Russell                         | 10 juni 1981      | 12 september 1983 |
| Paul Russell                           | 10 juni 2003      | 14 mei 2009       |
| Paul Russell                           | 2 november 2010   | 6 juni 2011       |
| Joris Schouten                         | 16 september 1980 | 9 juni 1981       |
| Joris Schouten                         | 13 september 1983 | 10 juni 1991      |
| Jos Schreurs                           | 16 september 1980 | 9 juni 1981       |
| Jonathan Soeharno                      | 28 september 2021 | 2 februari 2022   |
| Rie van Soest-Jansbeken                | 16 september 1980 | 12 september 1983 |
| Marian Soutendijk-van Appeldoorn       | 10 juni 2003      | 27 september 2004 |
| Piet Steenkamp                         | 20 september 1977 | 7 juni 1999       |
| Willem Stevens                         | 11 juni 1991      | 9 juni 2003       |
| Jan Teijssen                           | 20 september 1977 | 18 juli 1980      |
| Gerrit Terpstra                        | 10 juni 2003      | 8 juni 2015       |
| Frits Terwindt                         | 20 september 1977 | 9 juni 1981       |
| Theo Thurlings                         | 20 september 1977 | 12 september 1983 |
| Henk Tiesinga                          | 3 november 2009   | 6 juni 2011       |
| Yvonne Timmerman-Buck                  | 8 juni 1999       | 31 oktober 2009   |
| Pieter Tjeerdsma                       | 20 september 1977 | 12 september 1983 |
| Madeleine van Toorenburg               | 13 juni 2023      |                   |
| Lies Uijterwaal-Cox                    | 10 februari 1981  | 22 juni 1987      |
| Ria Vedder-Wubben                      | 10 juni 2003      | 6 juni 2011       |
| Wim van Velzen                         | 23 juni 1987      | 12 juni 1995      |
| Wim Vergeer                            | 20 september 1977 | 16 juli 1979      |
| Arend Vermaat                          | 11 juni 1991      | 12 juni 1995      |
| Klaas de Vries                         | 20 september 1977 | 2 juni 1986       |
| Greetje de Vries-Leggedoor             | 12 juni 2007      | 10 juni 2019      |
| Henk Vrouwenvelder                     | 20 september 1977 | 12 september 1983 |
| Ed Wagemakers                          | 13 september 1983 | 12 juni 1995      |
| Ed Wagemakers                          | 10 juni 2003      | 11 juni 2007      |
| Kobus Walsma                           | 14 november 2000  | 11 juni 2007      |
| Philo Weijenborg-Pot                   | 26 augustus 1980  | 15 september 1980 |
| Ans van der Werf-Terpstra              | 20 september 1977 | 22 juni 1987      |
| Jos Werner                             | 1 januari 1995    | 6 juni 2011       |
| Rein Willems                           | 12 juni 2007      | 6 juni 2011       |
| Henk Woldring                          | 8 juni 1999       | 31 december 2006  |
| Rinse Zijlstra                         | 12 april 1983     | 12 juni 1995      |